# Водена волухарица
Водена волухарица (лат. Arvicola amphibius) је врста глодара из породице хрчкова (Cricetidae).

## Опис
Водена волухарица има браон крзно, висина јој варира од 14 до 22 центиметара, а тежина од 220 до 390 грама. Веома добро плива и рони, иако нема стопала са кожицама за пливање. Настањује се у склоништима на обалама.
Имају кратак животни век, али се веома брзо размножавају, при чему понекад имају потомство само након неколико недеља старости. Број младунаца које женка доноси на свет варира од 2 до 12. Годишњи број окота је просечно 2 — 4. О младунцима се брине искључиво мајка.

## Исхрана
Храни се биљкама, инсектима, жабама понекад рибом и мекушцима.

## Распрострањење
Ареал водене волухарице обухвата већи број држава у Европи и Азији. Присутна је у следећим државама: Италија, Холандија, Русија, Иран, Уједињено Краљевство, Француска, Кина, Шведска, Норвешка, Пољска, Немачка, Србија, Грчка, Мађарска, Румунија, Украјина, Белорусија, Турска, Финска, Монголија, Казахстан, Авганистан, Ирак, Данска, Босна и Херцеговина, Бугарска, Албанија, Црна Гора, Македонија, Лихтенштајн, Литванија, Луксембург, Летонија, Словачка, Словенија, Чешка, Естонија, Хрватска, Молдавија, Јерменија, Аустрија, Азербејџан, Белгија, Грузија и Сирија.

## Станиште
Станишта врсте су шуме, поља риже, мочварна подручја, травна вегетација, речни екосистеми, слатководна подручја и пустиње.

## Угроженост
Водена волухарица је у Црвеној листи Међународне уније за заштиту природе (IUCN) наведена као последња брига, јер има широко распрострањење и честа је врста.